# Boezemgemaal Halfweg
Het Boezemgemaal Halfweg is een gemaal op het grondgebied van de gemeente Amsterdam in het stadsdeel Westpoort.

## Ligging en geschiedenis
Het werd in de periode 1975 tot 1977 gebouwd aan de toen aangelegde Wethouder van Essenweg. Daarmee staat het kanaal aan de rand van Amsterdam, vanaf het stadscentrum gezien achter bedrijventerrein Sloterdijk en pal achter de snelweg A5. Het werd gebouwd ter vervanging van het Stoomgemaal in Halfweg uit 1852, zelf een rijksmonument. Vervanging was noodzakelijk vanwege de technische veroudering van het gemaal, de benodigde verhoging van de capaciteit van het gemaal, alsmede de te verwachten besparing op personeel (personeelskosten) bij overgang naar een modern dieselgemaal. Die verhoogde capaciteit was nodig door de toenemende bebouwing van het poldergebouw (bewoning en Schiphol), waardoor er binnen de polder minder wateropvang voorhanden was en water dus sneller afgevoerd moest worden. Het complex werd geopend door prinses Beatrix der Nederlanden in aanwezigheid van Roel de Wit (commissaris der koningin Noord-Holland) en Wim Polak, burgemeester van Amsterdam. De kosten van dit 1972 opgestarte traject werden in 1974 nog ingeschat op 10 miljoen gulden.
Men plaatste het daar omdat Amsterdam in die jaren nog het plan had het Kanaal om de West aan te leggen tussen de Ringvaart Haarlemmermeer en de Amerikahaven; het kanaal kwam er niet. Dat leverde het probleem op dat de doorstroming door het sluizencomplex bij Halfweg niet optimaal functioneerde. Het leverde een kleine ruzie op tussen de gemeente Amsterdam enerzijds en Haarlemmerliede en Spaarnwoude anderzijds.

## Gemaal
Het is een elektrisch gemaal dat water van de Ringvaart van de Haarlemmermeerpolder via het restant van het Zijkanaal F met schroefvijzels omhoog brengt naar het niveau van de Amerikahaven en het Noordzeekanaal. Het is een van vier grote boezemgemalen van het Hoogheemraadschap van Rijnland en voert het water af van de Rijnlandse boezem. 

## Monument
Het gemaal is in 1977 opgeleverd naar ontwerp van esthetisch architect Dick Slebos en technische Ingenieursbureau Dwars, Heederik en Verhey. Het had in de ogen van Vereniging Heemschut Amsterdam een perfecte combinatie van techniek en architectuur, mede terug te vinden in de gebruikte kleurstelling en materialen, het is functioneel en is als gemaal herkenbaar in het landschap. Het zag erin daardoor een typologisch geheel, ook in het oeuvre van beide ontwerpers. Het is samengesteld uit gemaal, bijgebouwen, dienstwoningen. Het is opvallend geplaatst in een landschap van weidelandschappen, slingerende dijken, walkanten en waterwegen. De Wethouder van Essenweg loopt over de gemaalinstallatie heen tussen gebouw en hefinstallatie; hetgeen bijdraagt aan de stedenbouwkundige waarde ook al ligt het afgezonderd. Boven de drie schreefvijzels zijn kappen geplaatst die in de wijde omgeving te zien zijn. 
Heemschut Amsterdam vroeg in 2020 en 2021 de status van gemeentelijk monument aan op basis van de architectonische, stedenbouwkundige, industriële en typologische waarde binnen de zogenaamde Post '65-architectuur. De grootste wijziging in al die jaren was de overgang van diesel naar elektra, die geen invloed had op het uiterlijk van het gebouwenensemble; het werd omschreven als “gaaf complex”. De aanvraag werd mede ingediend omdat men voorzag dat het gebouw in de 21e eeuw aangepast moet worden in verband met klimaatverandering, maar ook voortschrijdende techniek binnen het gemaalwezen. Het maakte voorts deel uit van het onderzoek naar mogelijk cultureel erfgoed binnen de hoogheemraadschappen uit 2017. Het monumentschap werd mede verleend in verband met de weinige wijzigingen die het complex in de loop der jaren heeft ondergaan.
Ten oosten en noordoosten van het nieuwe gemaal staan grote windturbines.
Naast het gemaal is in 2012 een vispassage (ook met een vijzel) aangelegd, waarover trekvissen als glasaaltjes (jonge paling) en (driedoornige) stekelbaarsjes het gemaal kunnen passeren.
Het gemaal werd op 14 december 2021 door het stadsdeel Nieuw-West aangewezen als gemeentelijk monument.